# Oxalis kuhlmannii
Oxalis kuhlmannii är en harsyreväxtart som beskrevs av A. Lourteig. Oxalis kuhlmannii ingår i släktet oxalisar, och familjen harsyreväxter. Utöver nominatformen finns också underarten O. k. adpressipila.